# Anidrido
Anidridos são compostos resultantes da desidratação de ácidos.

## Classificação
Existem duas grandes classes: Inorgânicos ou Minerais e Orgânicos. Vejamos suas diferenças.

### Inorgânicos ou Minerais

#### Exemplo
Ácido sulfúrico {\displaystyle \rightarrow } água + anidrido sulfúrico
Para se obter o anidrido sulfúrico basta aquecer o ácido até seu ponto de ebulição e recolher seus vapores.

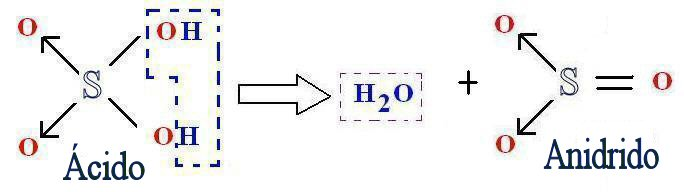
Equação química

Alguns ácidos, como o ácido carbônico, se decompõem em temperatura ambiente. O gás carbônico também é conhecido como anidrido carbônico.

### Orgânicos
São compostos formados por dois grupos acil ligados ao mesmo átomo de oxigênio. Um caso particular são os anidridos sulfônicos, de estrutura RS(=0)2OS(=0)2R'. Possuem cadeia carbônica e que podem se subdividir em:

#### Anidridos comuns
São aqueles em que as cadeias carbônicas são iguais nos anidridos (C=C).

#### Anidridos Mistos
São aqueles cuja cadeia carbônica tem diferente número de átomos de carbono ou seja (C  {\displaystyle \neq }C).

##### Exemplo
Podemos ver a seguir como se forma um anidrido orgânico:
Anidridos acíclicos (de monoácidos). Exemplo:
e Anidridos cíclicos (de diácidos).Exemplo:

## Propriedades

### Físicas
As moléculas dos anidridos são polares mas não fazem ligações de hidrogênio, assim sendo possuem ponto de fusão e ponto de ebulição mais baixos que os dos álcoois e dos ácidos carboxílicos correspondentes. São mais densos que a água e pouco solúveis nela, sendo no entanto mais solúveis em solventes orgânicos. Os anidridos de baixo peso molecular são líquidos de cheiro irritante e forte.

### Químicas
Os anidridos acíclicos reagem com álcoois formando ésteres e o ácido correspondente e com amoníaco formando amida e sal orgânico de amônio. Veja as reações:

## Reação de Friedel-Crafts
Os compostos de anéis aromáticos (no caso, benzeno) reagem com o anidrido acético na famosa reação de Friedel-Crafts, originando cetonas, sendo que metade da molécula forma a acila e a outra metade resulta no ácido carboxílico.

## Condensação de Perkin
Os aldeídos aromáticos, em presença de hidróxidos, reagem com anidridos formando ácidos insaturados {\displaystyle \alpha ,\beta }.

## Reações de anidridos cíclicos
Reagem com álcoois formando éster-ácido.

### Exemplos
Os anidridos Succínico e o-Ftálico reagem da mesma forma, no entanto, por terem uma cadeia cíclica carbono-carbono o composto acilo e ácido carboxílico estarão na mesma molécula, contendo ao mesmo tempo estes grupos funcionais.